# Pendle
Pendle ist ein Verwaltungsbezirk mit dem Status eines Borough in der Grafschaft Lancashire in England. Verwaltungssitz ist die Stadt Nelson. Weitere bedeutende Orte sind Barnoldswick, Barrowford, Brierfield, Earby, Colne und Trawden. Es besteht eine Städtepartnerschaft mit Marl in Deutschland.
Der Bezirk wurde am 1. April 1974 gebildet und entstand aus der Fusion der Municipal Boroughs Nelson und Colne, der Urban Districts Barnoldswick, Barrowford, Brierfield, Earby und Trawden sowie Teilen der Rural Districts Burnley und Skipton. Historisch gesehen gehörten Barnoldswick, Earby und Skipton zum West Riding of Yorkshire.
Der Bezirk Pendle unterhält eine Partnerschaft mit der nordrhein-westfälischen Stadt Marl.
In Pendle gab es ab 1612 eine der bekanntesten Hexenverfolgungen in England, die Hexenprozesse von Pendle, die in Lancaster verhandelt wurden. Der örtliche Friedensrichter Roger Nowell sollte sich um Fälle von Hexerei kümmern. Diese wurde von einem örtlichen Händler behauptet, der eine lokale Frau, Alizon Device, beschuldigte, ihm durch Hexerei einen Schlaganfall versetzt zu haben. Device gestand und beschuldigte auch weitere Familienmitglieder. Insgesamt zwölf wurden angeklagt, zehn Menschen durch Hexerei ermordet zu haben. Elf der Angeklagten wurden vor Gericht gestellt – neun Frauen und zwei Männer – und zehn wurden erhängt.

## Einzelbelege
1. ↑  Jenseits von Salem. Abgerufen am 27. Juli 2022.

Koordinaten: 53° 52′ N, 2° 10′ W